# 深海溝眼介
深海溝眼介（学名：Alocopocyhere profusa）为粗面介科溝眼介屬下的一个种。